# Jorge Daniel González Marquet
Jorge Daniel González Mequert (Presidente Franco, Paraguay; 25 de marzo de 1988) es un futbolista paraguayo. Juega como centrocampista y su equipo actual es el 12 de Octubre de la Primera División de Paraguay.

## Trayectoria

### Libertad
Jorge González se inició en las categorías menores del Club Libertad en el año 2003, más tarde debutaría con en el primer equipo en la División de Honor del fútbol paraguayo en el año 2006 y permanecería en el plantel hasta el 2008.
En la temporada 2009 es cedido a préstamo a Tacuary y luego Rubio Ñu por el plazo de seis meses respectivamente. Para el 2010 regresa a Libertad donde se convertiría en una las piezas fundamentales del equipo campeón del Torneo Clausura al marcar 2 goles en la goleada sobre Sol de América el 28 de noviembre del mismo año, victoria que prácticamente significó el campeonato para el conjunto gumarelo.
A partir de este momento, el jugador quedaría parado por un largo período de inactividad debido a una nueva lesión en la rodilla. Y pese a soportar tres operaciones de ligamento en la rodilla derecha que a priori avizoraron con mermar su rendimiento, El Torito volvería a sumarse a las filas de Libertad para la obtención del Torneo Clausura 2012.
Fue una de las figuras del equipo que alcanzó las semifinales de la Copa Sudamericana 2013, siendo autor de los dos goles con los que Libertad derrotó al Sport de Brasil en el partido de vuelta por los octavos de final por un marcador de 2-1 y adjudicándose, asimismo, otro soberbio gol de tiro libre en la derrota de 2-1 ante Lanús en semifinales.
En total, disputó 33 partidos a nivel internacional con Libertad y marcó 7 goles (3 en Libertadores y 4 en Sudamericana).
Para la temporada 2014 se consagraría bicampeón del fútbol paraguayo al alzarse con los Torneos Apertura y Clausura y firmando su mejor año como jugador de Libertad, donde se constituyera como una de las principales figuras de los últimos años.

### Cerro Porteño
El 4 de enero de 2016 González fue fichado sorpresivamente por el Club Cerro Porteño apenas unas horas después que se anunciara su salida de Libertad. El excelente volante zurdo estampó la firma por 3 temporadas con el Ciclón de barrio Obrero que adquirió el 100% de su pase.

## Selección nacional
Ha sido internacional con la selección de fútbol de Paraguay sub-20.

## Clubes
| Club                | País                | Año                 | Partidos | Goles |
| ------------------- | ------------------- | ------------------- | -------- | ----- |
| Libertad            | Paraguay            | 2006 - 2008         | 18       | 0     |
| Tacuary F. C.       | Paraguay            | 2009                | 10       | 0     |
| Rubio Ñu            | Paraguay            | 2009                | 10       | 0     |
| Libertad            | Paraguay            | 2010 - 2015         | 161      | 25    |
| Cerro Porteño       | Paraguay            | 2016 - 2017         | 1        | 1     |
| Paraná              | Brasil              | 2018                | 19       | 0     |
| Total en su carrera | Total en su carrera | Total en su carrera | 219      | 26    |

## Palmarés

### Títulos nacionales
| Título          | Club          | País     | Año  |
| --------------- | ------------- | -------- | ---- |
| Torneo Clausura | Libertad      | Paraguay | 2010 |
| Torneo Clausura | Libertad      | Paraguay | 2012 |
| Torneo Apertura | Libertad      | Paraguay | 2014 |
| Torneo Clausura | Libertad      | Paraguay | 2014 |
| Torneo Clausura | Cerro Porteño | Paraguay | 2017 |

## Estilo de juego
Jorge González es un volante con mucho despliegue físico, dotado de vocación ofensiva y que tampoco desconoce la tarea del marcaje. En Libertad ha llegado a ocupar la posición de carrilero y extremo por izquierda, aunque su puesto natural es de volante.
Posee una potente pegada con su pierna izquierda y también es reconocido por la calidad de sus remates de pelota parada. De los 25 goles anotados en su carrera, 5 llegaron por esta vía y muchos otros de media distancia.